# Шпицберген (Луна)

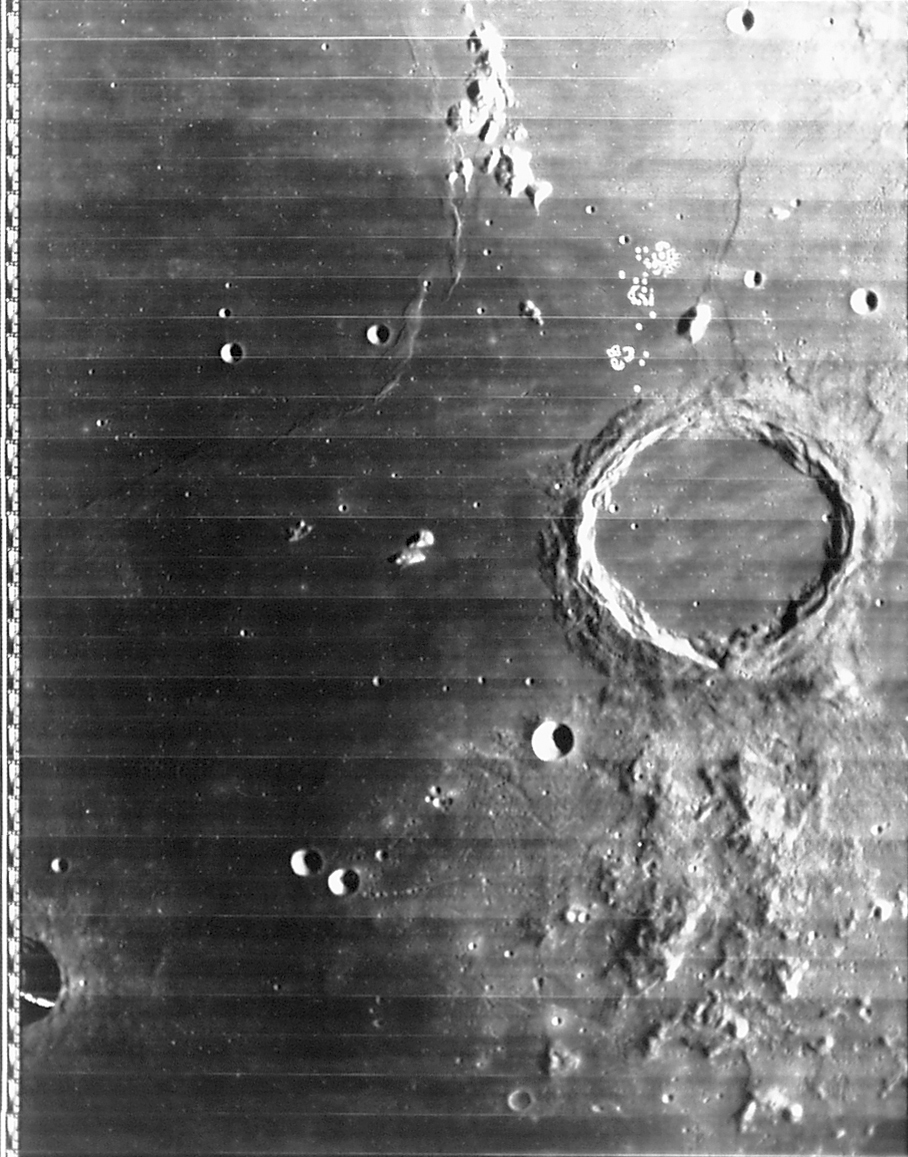
Горы Шпицберген (вверху) и кратер Архимед. Снимок зонда Lunar Orbiter - IV.

Шпицберген (лат. Montes Spitzbergen) — одиночная цепочка пиков в восточной части Моря Дождей. Протяжённость — около 60 км, максимальная высота — 1400 метров. На юге от гор расположен кратер Архимед, на востоке кратер Аристилл. Горы расположены в районе, ограниченном координатами 33,55° — 35,5° с.ш., 5,7° — 4,67° з.д..
Горы представляют собой одиночные пики. Они разделены долинами, заполненными базальтовой лавой. По всей вероятности, Шпицберген — это остатки вала древнего кратера, погребенного под лавой при заполнении бассейна Моря Дождей. Поскольку этот кратер не мог сохраниться во время имбрийского импакта, сформировавшего Море Дождей, следует предположить, что горы Шпицберген образовались в позднеимбрийский период приблизительно 3,1 — 3,8 миллиарда лет назад.
Название дано английским астрономом Мери Блэгг вследствие большого сходства пиков с земным архипелагом Шпицберген.